# Agustín Ramírez
Agustín Ramírez Sánchez (San Francisco del Rincón, Guanajuato, 28 de agosto de 1952 - 26 de octubre de 2022) fue un cantante y compositor mexicano, cofundador y líder del grupo musical Los Caminantes. 
Compuso y es responsable de muchos de los éxitos de Los Caminantes, incluyendo, "Palomita mensajera," "Para qué quieres volver," "Regresaré," "He sabido," "Volar, volar," "Ven y abrázame," "Una noche," "Todo me gusta de ti," "Mi niña," "Lágrimas al recordar," y muchos más.
También compuso canciones para grupos como El Tiempo, Los Sagitarios, El Jefe y Su Grupo, y en 1990, compuso una balada para el grupo tropical Los João llamado, "Una noche más sin ti."
En 1993, Agustín Ramírez recibió un premio honorario de placa que se colocó frente a una pared de su ciudad natal de San Pancho por el alcalde. El alcalde de la época quiso honrar a Agustín por sus logros, reconocimiento y orgullo de San Pancho, México y América Latina.
En 2016, Agustín dio su voz por "Para qué quieres volver" en una pista grabada a La Rondalla Tradicional de Saltillo en un álbum titulado, La Razón de Mi Existir.

## Biografía

### Primeros años
Nacido en San Francisco del Rincón, Guanajuato, México, Agustín asistió al Seminario de los Misioneros de la Natividad de María ubicado en la comunidad de Santa Ana del Conde en Leon, Guanajuato, donde cantó en el coro junto con su hermano y compañero de Los Caminantes Brígido Ramírez. Él, también era atlético y jugaba en el equipo de fútbol de su escuela.

## Salud, aficiones y fallecimiento
- Agustín tuvo cuatro grandes accidentes de automóvil en su vida, uno de ellos en agosto de 2009, cuando se fracturó gravemente la pelvis. *Fue un ávido fanático del fútbol y apoyaba al Club Deportivo Guadalajara.
- Falleció el 26 de octubre de 2022, a los setenta años de edad.[1]